# Lisanne Lejeune
Pour les articles homonymes, voir Lejeune.
Elisabeth Anne Marie "Lisanne" Lejeune (née le 28 juillet 1963 à La Haye) est une joueuse de hockey sur gazon néerlandaise, sélectionnée en équipe des Pays-Bas de hockey sur gazon féminin à 95 reprises. 
Elle remporte la médaille de bronze aux Jeux olympiques d'été de 1988 à Séoul. Elle est aussi championne du monde en 1986 et 1990 et championne d'Europe en 1987.